# Rudolph Carl Kaspar von Rex

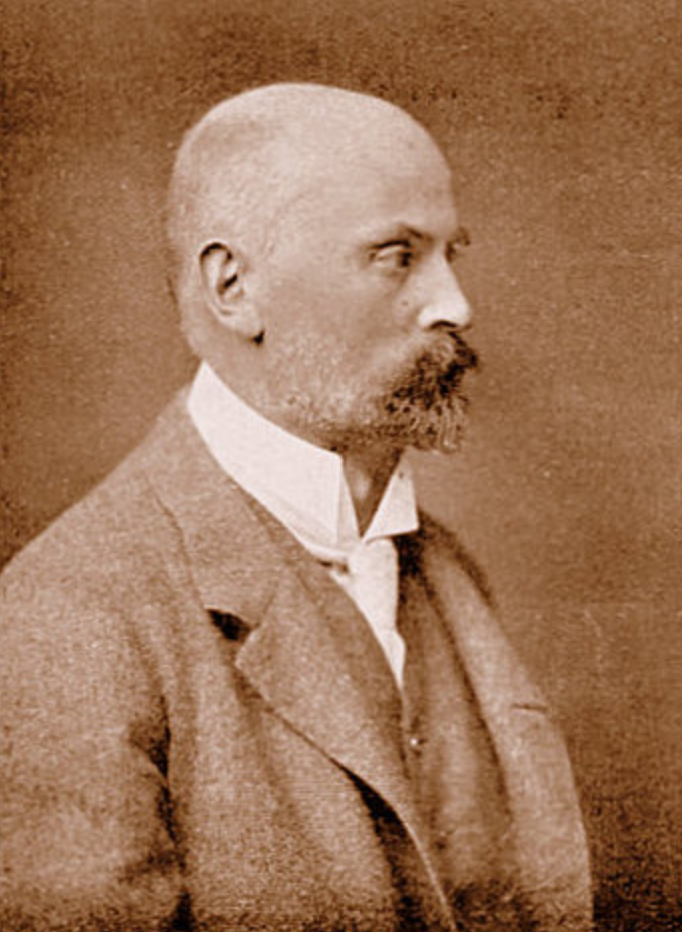
Rudolph von Rex

Rudolph Karl Caspar Graf von Rex (* 23. Januar 1858 in Dresden; † 22. Februar 1916 in Wien) war ein sächsischer Wirklicher Geheimer Rat und Minister sowie Besitzer von Schloss Zedtlitz.

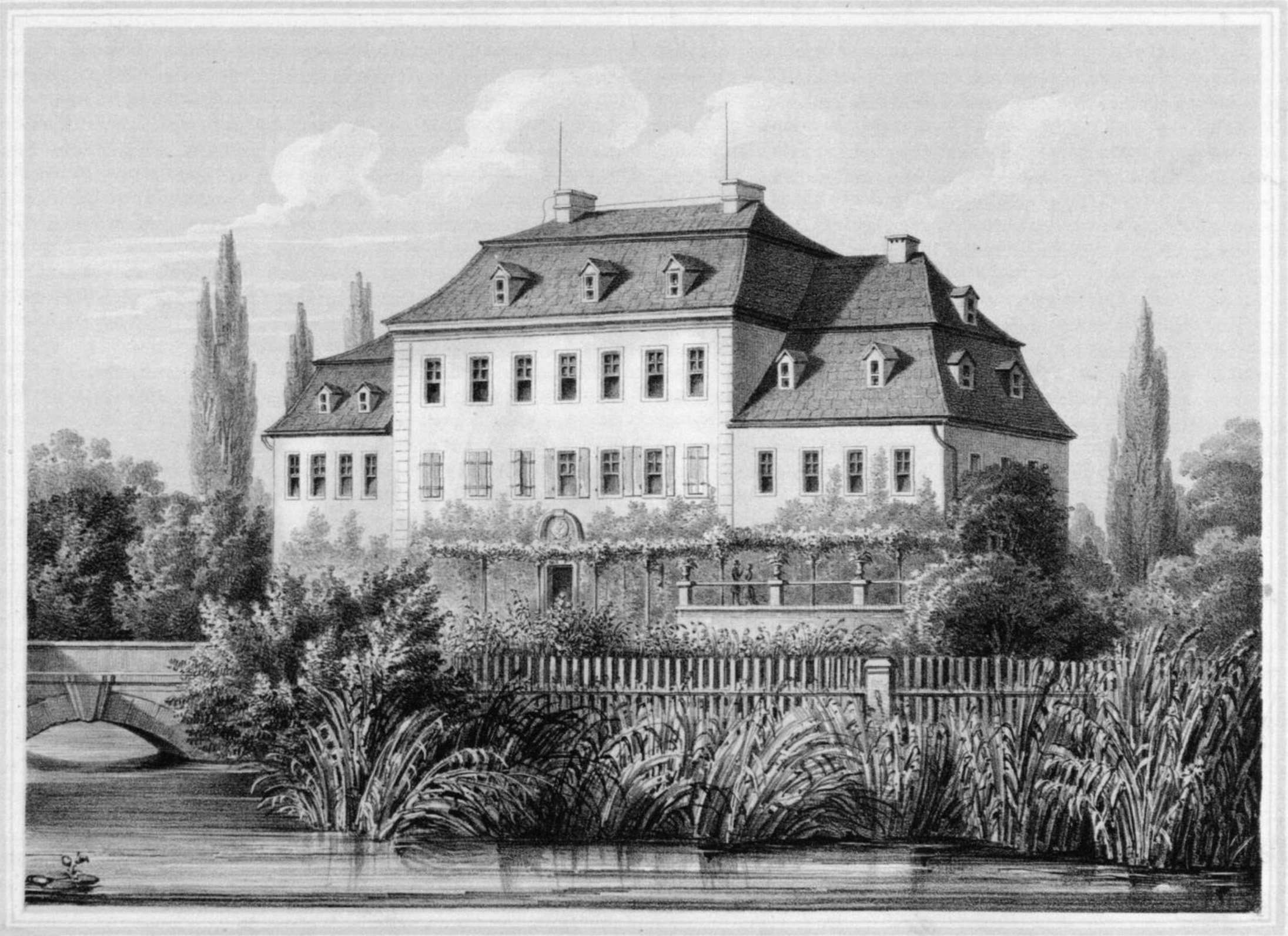
Schloss Zedtlitz im 19. Jahrhundert

## Leben und Wirken
Er stammte aus dem sächsischen Adelsgeschlecht von Rex, das in den Grafenstand erhoben worden war. Der Kavallerieoffizier und sächsische Kammerherr Carl Kaspar Graf von Rex (* 1825; † 1905) war sein Vater. Die Mutter war Margarete von Metzradt (* 1836; † 1931), Tochter der Amalie Marie von Nostitz und Jänkendorf und des Hermsdorfer Gutsbesitzer Rudolf von Metzradt. Die Mutter erbte später das 390 ha Gut Helmsdorf bei Döbeln. Die Mutter war ebenso Ehrendame des adeligen Damenstifts Joachimstein. 
Er gehörte in den Jahren 1872 bis 1877 dem Sächsischen Kadettenkorps in Dresden an und trat danach in das  Königlich Sächsische Garde-Reiterregiment ein. Als Rittmeister d. R. dieses Regiments verließ er 1882 den aktiven Militärdienst infolge seiner Ernennung zum Gesandtschaftsattaché. 
1886 wurde Graf Rex Legationssekretär bei der sächsischen Gesandtschaft in München. Ein Jahr später heiratete er dort Marie-Anna Gräfin von Pappenheim, Tochter des Hofmeisters a. D. und nachfolgenden Generalmajor Maximilian Graf zu Pappenheim und der Luise Gräfin von Schlieffen. Das Ehepaar hatte mit Marie-Luise (* 1890) und Edina (* 1905) zwei Töchter, und mit Karl-Max (* 1888; † 1942) und Christian (* 1901) zwei Söhne. Die Töchter heirateten in den englischen Adel ein.
Am 24. Juli 1891 erfolgte seine Ernennung zum Legationsrat und am 1. Januar 1898 die zum außerordentlichen Gesandten und bevollmächtigten Minister am österreichischen Hof in Wien. Am 13. Februar 1907 erhielt er Titel und Rang eines Wirklichen Geheimen Rates. 1916 starb er in Wien. Schloss und Gut Zedlitz erbte und betreute als Jurist bis etwa 1930 der älteste Sohn, seine Familie lebte aber schon seit den 1920er Jahren durchweg in München.
In seiner Freizeit betätigte er sich auch als Bildnis- und Genremaler.
Sein Geburtshaus stand in der Prager Straße (Nr. 17) in Dresden und wurde beim Bombenangriff 1945 zerstört.